# Ackerverlosung
Ackerverlosung ist ein Begriff aus der deutschen Rechtsgeschichte.

## Begriffsgeschichte
Ackerverlosung ist ein Begriff der Literatur des 19. Jahrhunderts und des frühen 20. Jahrhunderts für einen vermeintlichen Vorgang im germanischen Recht. Ursprung des Begriffes war folgender Satz:

„agri pro numero cultorum ab universis
in vices occupantur, quos mox inter se secundum dignationem partiuntur“

Nach der Interpretation dieses Textes war in einigen Gemeinschaften das Ackerland in einer Form von Kollektiveigentum. Dieses Ackerland wurde jedes Jahr im Rahmen einer Ackerverlosung neu vergeben. Die Flächen, die der Gemeinschaft zustanden, wurden in Bezirke, sogenannten Gewanne, aufgeteilt und diese verlost. Diese Annahme führte auch dazu, dass in rechtshistorischen Schriften dann die Ackerverlosung im Vergleich zu anderen Texten gestellt wurde. So wurde in der Analyse des Volksrecht der salischen Franken festgestellt, dass die Ackerverlosung abgeschafft worden sei. Bedeutende Rechtshistoriker wie Otto von Gierke in seinem Werk von 1868 und Heinrich Brunner in seinem Werk von 1906 setzten die Ackerverlosung voraus. Spätestens seit den 1970ern gilt die These der Ackerverlosung allerdings als aufgegeben.
Nach der neuen Forschung bezieht sich der Satz von Tacitus nur auf die gemeinschaftliche Urbarmachung. Danach wurde jedoch das Gebiet an die Gemeinschaftsmitglieder verteilt, jedoch nur direkt nach der Urbarmachung und dann endgültig. Im Rahmen der Feldgraswirtschaft und später der Dreifelderwirtschaft konnten in der Dorfgemeinschaft Ackerbau und Viehzucht nur möglich sein, wenn man in der Gemeinschaft zusammen arbeiten würde. Tacitus beschreibt nach der neuen Forschung nur die Notwendigkeit für diese Ackerordnung, dass jedem Bauern ein Feld in jedem Gewann gehört.
Der Umstand, dass die ältere Literatur eine Neuverlosung annahm, wird damit begründet, dass sie Flurordnung und Flurnutzung gleichsetzen würde. Trennt man beides, so entscheidet die Gemeinschaft die Frage der Flurordnung, also welche Flächen zu bebauen waren, der Landwirt bewirtschaftete aber seine Felder individuell.